# Mastacembelus sexdecimspinus
Mastacembelus sexdecimspinus és una espècie de peix pertanyent a la família dels mastacembèlids.

## Descripció
- Fa 15,6 cm de llargària màxima.
- Nombre de vèrtebres: 88.[5][6]

## Hàbitat
És un peix d'aigua dolça, bentopelàgic i de clima tropical.

## Distribució geogràfica
Es troba a Àfrica: riu Cross (el Camerun).

## Observacions
És inofensiu per als humans.